# Myeong Mi-Na
Myeong Mi-Na es una deportista surcoreana que compite en taekwondo. Ganó tres medallas en el Campeonato Asiático de Taekwondo entre los años 2021 y 2024.

## Palmarés internacional
| Campeonato Asiático | Campeonato Asiático       | Campeonato Asiático | Campeonato Asiático |
| Año                 | Lugar                     | Medalla             | Categoría           |
| ------------------- | ------------------------- | ------------------- | ------------------- |
| 2021                | Beirut (Líbano)           | Medalla de oro      | –73 kg              |
| 2022                | Chuncheon (Corea del Sur) | Medalla de bronce   | –73 kg              |
| 2024                | Đà Nẵng (Vietnam)         | Medalla de oro      | –73 kg              |